# Aneomochtherus grisescens
Aneomochtherus grisescens là một loài ruồi trong họ Asilidae. Aneomochtherus grisescens được Tsacas miêu tả năm 1968. Loài này phân bố ở vùng Cổ Bắc giới.